# Beitar Illit

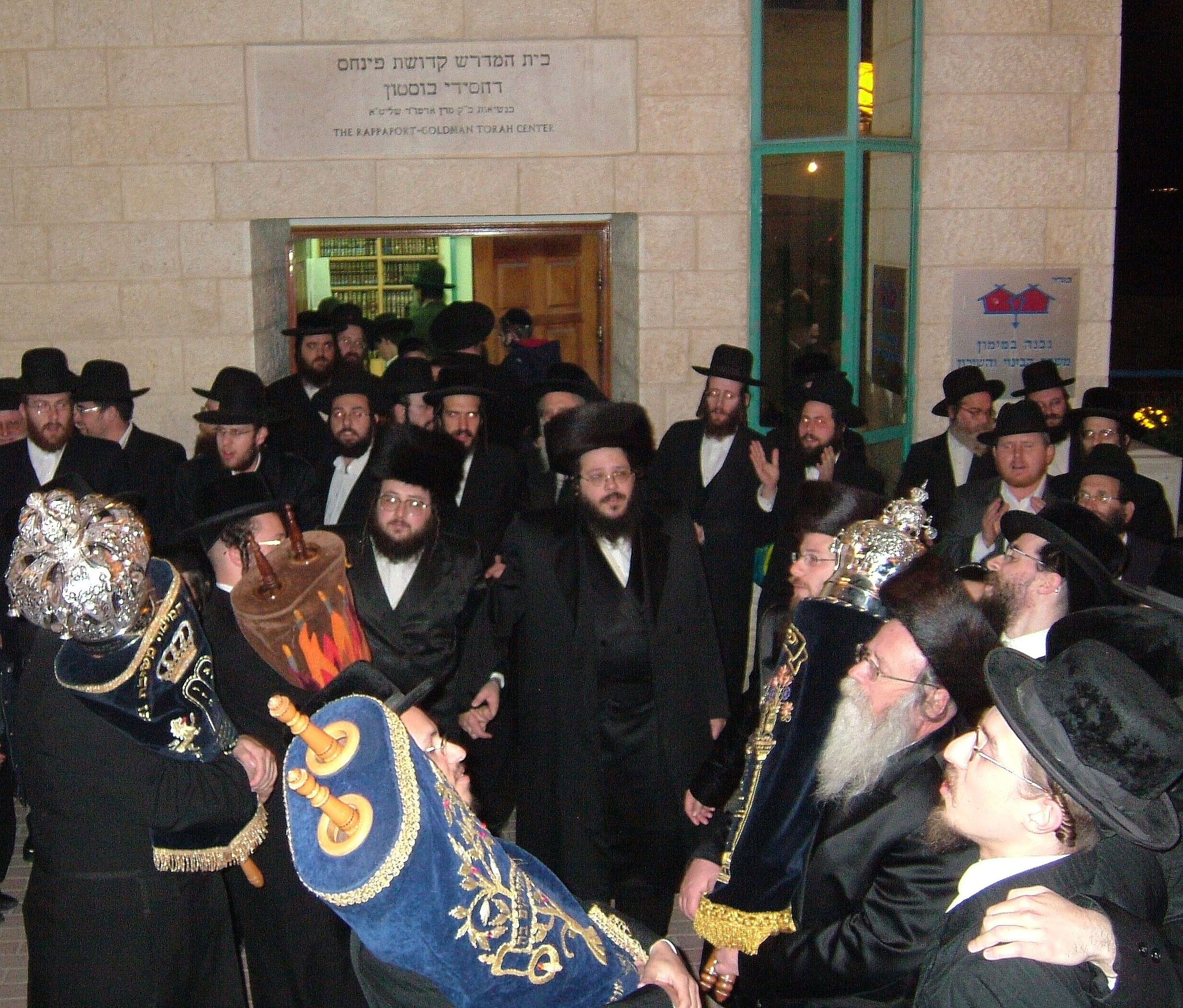
Hachnasat Sefer Torah a bostoni zsinagógában Beitar Illitben.

Beitar Illit (héberül: בֵּיתָר עִלִּית; hivatalosan Betar Illit ; arabul: بيتار عيليت) egy ultraortodox zsidó település, amelyet városi tanácsként szerveztek meg a Gush Etzion településtömbben. 10 kilométerre (6 mérföld) fekszik Jeruzsálemtől délnyugatra, Ciszjordániában. Beitar Illit Izrael egyik legnagyobb és leggyorsabb ütemben növekvő települése, amely betudható az ortodox zsidó családok magas gyermekszámának is. 2021 ben 63,220 lakosa volt.

## Név eredete
A Beitar Illit (szó szerint Felső-Beitar) az ősi zsidó erődvárosról, Betarról kapta a nevét, amelynek romjai (Khirbet el-Yahud, arabul „a zsidók romja) a településtől 1 kilométerrel távolabb, Battir palesztin falu közelében fekszenek, amely őrzi az erőd ősi nevét.

## Történelem
Az ARIJ szerint Beitar Illit 1985-ben jött létre azon a földön, amelyet Izrael két közeli palesztin falutól kapott: 3140 dunamnyi földet Husanból és 1166 dunamot Nahalinból.
A települést fiatal családok egy kis csoportja alapította a Machon Meir vallásos cionista jesivából. Az első lakók 1990-ben telepedtek le a térségben. Ahogy Beitar Illit növekedni kezdett, a Bobovi haszid zsidó dinasztiát követő családok özönlöttek a településbe, miközben az eredeti, vallásos cionista csoportok továbbálltak. A város ma számos haszid csoportnak ad otthont, köztük a Bobov, a Boston, a Boyan, a Breslov, a Karlin-Stolin és a Slonim udvartartásnak.

## Földrajz
Beitar Illit az északi Júdeai-hegységben fekszik, körülbelül 700 méter tengerszint feletti magasságban. A település közvetlenül nyugatra található a 60-as út metszéspontjától, az észak-déli irányú artériától, amely nagyjából követi a vízválasztót Názárettől. Jeruzsálemen keresztül Beersebáig és a 375-ös úttól, amely nyugatra az Elah-völgybe ereszkedik le a tengerparti síkságig és Tel-Aviv területére. Körülbelül 10 perc alatt elérhető Jeruzsálem; Tel Aviv körülbelül 60 perc alatt. Beitar Illit-et Nyugat-Jeruzsálemmel a Tunnels Highway köti össze, amely közvetlenül Beit Jala arab városa alatt halad el és lehetővé teszi a hozzáférést Jeruzsálembe anélkül, hogy az arabok látókörébe kerülnének.

## Demográfiai adatok

### Népességszám
2003 végén 23 000, 2006-ban 29 100 lakos volt. A Belügyminisztérium statisztikái szerint a lakosság száma 2007 januárjában 35 000 volt, ami egy év alatt 20%-os növekedést jelent. A Belügyminisztérium 2013. júliusi jelentése 45 710 főre tette a lakosságot.
Az évi 1800-as születési arányszámmal Beitar Illit tanúsítja a leggyorsabb népességnövekedést a ciszjordániai települések között. A lakosság hozzávetőleg 63 százaléka 18 év alatti, ami a legmagasabb arányú 18 év alatti lakosságot jelenti az összes izraeli település között.

### A település jellemzői
Beitar Illit lakosságának 100%-a ultraortodox zsidó. A lakosság körülbelül 50%-a haszid.
Becslések szerint a lakosság 10 százaléka beszél angolul. Három angolul beszélő zsinagóga, két angolul beszélő kollégium (az egyik a nyugdíjasok számára) és egy angolul beszélő női csoport található Beitar Illitben.
2010-től minden beérkező lakost átvevő bizottság szűrt át.

## Oktatás
Mivel Beitar Illit lakossága ortodox, az iskolák és tanintézmények mindegyike ortodox. A városnak közel 20 000 iskolása van. Közülük mintegy 6000-en a város 225 óvodájának és bölcsődéjének egyikébe iratkoztak be. Az általános iskolás korú fiúk a város 27 héderjébe, az általános iskolás korú lányok pedig 18 általános iskolába járnak. A középfokú oktatás 21 jesivát foglal magában a fiúk számára, valamint 11 középiskolát és középiskolát a lányok számára. Házas felnőtt férfiak a városban működő 75 kollel közül választhatnak.

## Foglalkoztatás
A férfiak körülbelül egyharmada dolgozik, többnyire a településen vagy Jeruzsálemben. A nőket olyan helyi üzleti folyamatokat kihelyező cégek alkalmazzák, amelyek alkalmazkodnak az ortodox zsidó életmódhoz, mint például a Greenpoint, a Matrix és a CityBook. 2010-ben arról számoltak be, hogy Beitar Illitben a munkaképes férfiak 64,3%-a és a nők 45,8%-a volt munkanélküli.

## Kultúra
Száznegyven zsinagóga és 15 mikve szolgálja a lakosságot.

## Díjak
Beitar Illit nyolc éve megkapta az Izraeli Belügyminisztérium arany díját, amely a „felelős gazdálkodást és fenntartható várostervezést” ismeri el. 2002-ben megkapta a Belügyminisztérium díját a közkertek, a városi közintézmények és a városi vízügyi igazgatás vízgazdálkodásáért. Az önkormányzati jóléti osztályát díjjal jutalmazták és a kormány "kiemelkedő osztálynak" ismerte el a tinédzserek lemorzsolódásának megelőzésében végzett munkájáért.
A város híres a jó tereprendezéséről és általános tisztaságáról. A városban 94 park és több száz játszótér található. 2000 és 2013 között a Beitar Illit az ötből öt csillagot szerzett a Council for a Beautiful Israel évente megrendezett „Gyönyörű város a gyönyörű Izraelben” versenyen, amely a város környezetbe, esztétikába, valamint a megjelenés és tisztaság megőrzésébe való befektetését ismeri el. 2005-ben a város elnyerte a Tanács egy Gyönyörű Izrael "Szépség zászlóját", amelyet ötévente ítélnek oda.

## Nemzetközi jog szerinti státusz
Az Izrael által visszavett területeken található összes településhez hasonlóan Beitar Illit is illegálisnak számít a nemzetközi jog szerint, bár Izrael ezt vitatja. A nemzetközi közösség úgy ítéli meg, hogy az izraeli telepek sértik a negyedik genfi egyezményben a megszálló hatalom polgári lakosságának megszállt területekre való átszállítására vonatkozó tilalmat. Az izraeli kormány vitatja, hogy a Negyedik Genfi Egyezmény a palesztin területekre vonatkozna, mivel azokat nem birtokolja egyetlens szuverén és önálló állam sem. Ezt a nézetet a Nemzetközi Bíróság és a Vöröskereszt Nemzetközi Bizottsága elutasította.

## Viták
Egy 2010 novemberében Karlsruhében tartott nemzetközi konferencián Jawad Hasan azt állította, hogy Beitar Illit szennyvize és városi lefolyása szennyezte a helyi hidrológiai rendszert. A Palesztin Hatóság azt állítja, hogy a szennyvíz a szomszédos palesztin mezőkbe és gyümölcsösökbe folyik. A Wadi Fukin gazdálkodói panaszkodtak, hogy Beitar Illit 1985-ös megalakulása óta 11 természetes kút kiszáradt, és megszenvedték a település visszatartott csatornáiból származó túlcsordulást. Az izraeli kormány utasította Beitar Illit vezetőségét, hogy foglalkozzon ezekkel a szennyvízproblémákkal.
2010-ben az izraeli belügyminisztérium 112 új lakás építésének tervét jelentette be Joe Biden amerikai alelnök látogatása során, ami az izraeli kormányt megszégyenítő széles körű híradásokhoz vezetett.
Beitar Illit egyike volt annak a négy városnak, amelyeket az izraeli legfelsőbb bírósághoz benyújtott petícióban neveztek meg 2010 decemberében és azt állítják, hogy a helyi haredi iskolákban a szefárd lányokat diszkriminálják. Beitar Illit szóvivője tagadta a vádakat és kijelentette, hogy az iskolában a szefárd lányok aránya megegyezik a településen élő szefárdok arányával.

## Jeles lakosok
- Moshe Shimon Horowitz, Bostoni rebbe
- Sinai Moshkovitz, Shotz – Beitar Rav
- Rivka Ravitz, Reuven Rivlin izraeli elnök kabinetfőnöke

## Fordítás
Ez a szócikk részben vagy egészben  a   Beitar Illit című angol Wikipédia-szócikk ezen változatának fordításán alapul.  Az eredeti cikk szerkesztőit annak laptörténete sorolja fel. Ez a jelzés csupán a megfogalmazás eredetét és a szerzői jogokat jelzi, nem szolgál a cikkben szereplő információk forrásmegjelöléseként.